# Roberto San Martín
Roberto San Martín (L'Havana, Cuba, 26 d'abril de 1976) és un actor cubà, fill de l'actriu Susana Pérez i del director de cinema i també escriptor Roberto A. San Martin.

## Filmografia

### Cinema
| Llargmetratges - Encantado (2002) - Entre ciclones (2003) - Habana Blues (2005) - La semana que viene (sin falta) (2005) - La dama boba (2006) - Atasco en la nacional (2007) - Che: Guerrilla (2008) - ¡Soy un pelele! (2008) | Curtmetratges - El regalo (2006) - La última mano (2012) - Mi Deuda Con Ilsa (2013) |

### Televisió
- Las huérfanas de la Obra Pía (2000)
- Aquí no hay quien viva (2005-2006)
- Amar es para siempre(2006-2011)
- La que se avecina (2007-2008)
- Lex (2008)
- Arrayán (2012-2013)
- Arranque de Pasión (2013)

### Teatre
- La Celestina (2001-2002)
- Ícaros (2003)
- En la cama (2008-2009)
- Platonov (2009)
- Madre Coraje (2010)

## Premis
| Any  | Premi                                 | Categoria                   | Títol        | Resultat  |
| ---- | ------------------------------------- | --------------------------- | ------------ | --------- |
| 2006 | Festival de Màlaga de Cinema Espanyol | Millor actor de repartiment | La dama boba | Guanyador |